# تشكلية

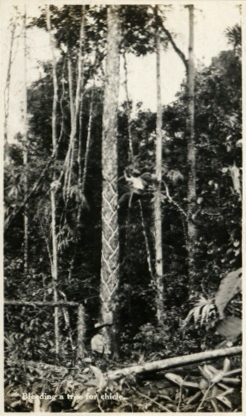
عامل يجرح شجرة لتنزف التشكلية في بِليز 1917

التَِشكِليَّة هو علكة طبيعية تستخدم تقليديا في صنع العلكة وغيرها من المنتجات.  تُجمع من عدة أنواع من أشجار أمريكا الوسطى في جنس منلكارة بما في ذلك سبوتة مألوفة ومنلكارة تشكلية ومنلكارة ثنائية التسنين. 